# Пумтам Вечајачаи
Пумтам Вечајачаи (5. децембар 1953.) је тајландски политичар који је обављао функцију вршиоца дужности премијера Тајланда од 14. до 16. августа 2024. године, након смене Срете Тависина. Обављао је функцију заменика премијера и министра трговине Тајланда у кабинету Срете.

## Рани живот и каријера
Пумтам је рођен 5. децембра 1953. године, родом из округа Пра Накхон у Бангкоку. Завршио је средњу школу Тавитаписек. Желећи да се образује, Пумтам је стекао диплому основних студија политичких наука на Факултету политичких наука Универзитета Чулалонгкорн 1975. године, а затим и мастер диплому политичких наука 1984. године.